# Подиграц
Подиграц (словен. Podigrac) — поселення в общині Кунгота, Подравський регіон‎, Словенія.